# Área de Proteção Ambiental de Cananéia-Iguapé-Peruíbe
A Área de Proteção Ambiental de Cananéia-Iguapé-Peruíbe é uma área de proteção ambiental criada pelo Decreto nº 91892, de 23 de outubro de 1984 com cerca de 202.308,43 hectares. Está localizada no litoral sul do estado de São Paulo na região sudeste do Brasil. Tem como objetivo preservar importantes trechos da Mata Atlântica do litoral paulista, promovendo o uso sustentável dos recursos lá existentes na bacia do rio Ribeira do Iguape.